# アザルヤの祈りと三人の若者の賛歌

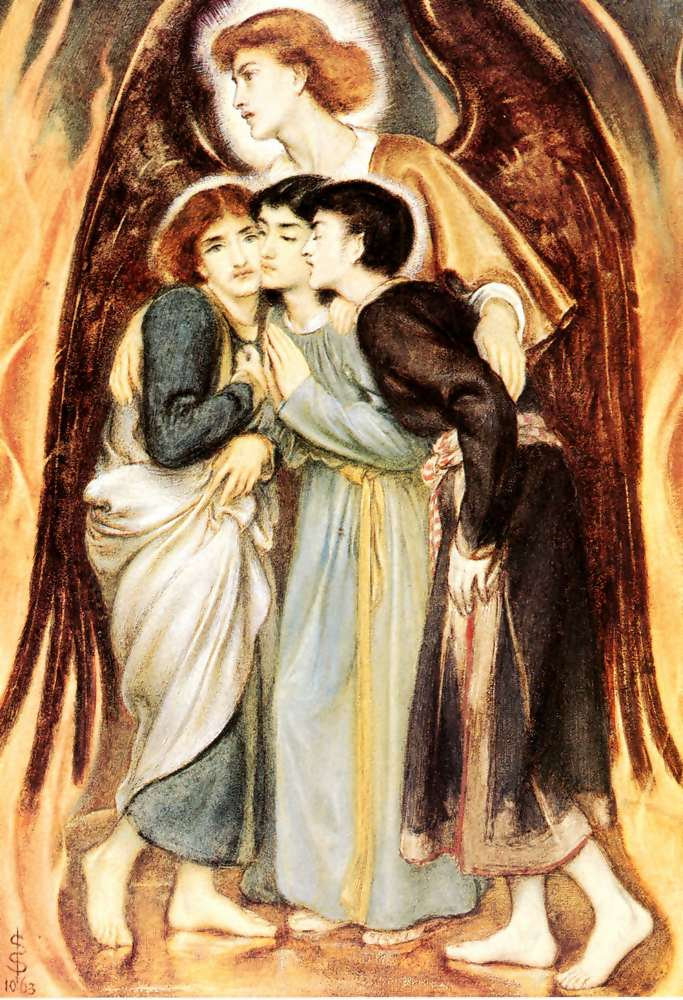
シメオン・ソロモンによるシャドラク、メシャク、アベド・ネゴ

アザルヤの祈りと三人の若者の賛歌（英語: The Prayer of Azariah and the Song of the Three Holy Children）は、ローマカトリック教会とギリシャ正教の聖書や、古代ギリシアの七十人訳聖書においてダニエル書第3章23節の後に続く長い一節である。イングランド国教会の39信仰箇条では第6箇条に非標準として記載されている。プロテスタントの聖書からは、典拠が疑わしいとされて省かれている。

## 概要
この節には、3人の若者が燃え盛る炉の中に投げ込まれた時のアザルヤ（バビロニア語でアベド・ネゴ - ダニエル書第1章6-7節参照）の懺悔の祈り、炉で彼らが出会った天使についての簡潔な記述、そして解放されたと悟った時に彼らが神に感謝して歌った賛歌が含まれている。
「三人の若者の賛歌」は、正教会の奉神礼では、早課などに入れられるカノンにおける第7歌頌のイルモス（連接歌）の一部に取り入れられている。聖大土曜日にはその歌の全文が、ダニイルの預言書（ダイエル書）3章1節からの部分と合わせ、誦経と詠隊とによって交互に歌われる。
聖公会の聖公会祈祷書では「ベネディシテ (Benedicite)」と呼ばれるカンティクムに見いだす事ができる。
ルーテル教会の朝の礼拝における任意の歌でもある。

## 原文と起源
ヘブライ語とアラム語のダニエル書にはこの祈りと賛歌の節は見出せず、現存するあらゆる古代のユダヤ人の著作でも言及されていない。しかしこの一節はいくつかの古代の、特にギリシア語、古代シリア語、ラテン語の文献に記載されている。
これらの著作の起源は不明瞭である。この記述が元はヘブライ語（またはアラム語）で書かれたか、ギリシア語で書かれたか不確かである事には関係なく、多くの現代の学者は原文に従った根拠に基づき、元となるセム語の版が恐らく存在したであろうと推論している。これらの文書が書かれた時期も不確かであるが、多くの学者は紀元前2世紀か1世紀だという説を支持している。